# Delaware Genies
Die Delaware Genies waren ein US-amerikanisches Frauenfußball-Franchise aus Delaware.

## Geschichte
Das Franchise stieg zur Saison 1997 in den Spielbetrieb der USL W-League ein. In der ersten Spielzeit sammelte die Mannschaft 18 Punkte in der Central Atlantic Division und landete so hier auf dem dritten Platz. Die Spielzeit 1998 endete danach mit 13 Punkten jedoch nur noch auf dem vierten und damit vorletzten Platz. Nach einer noch schlechteren Punkteausbeute von vier Punkten und dem letzten Platz nach der Regular Season 1999 wechselte das Franchise zur Spielzeit 2000 in die schwächere W-2 Division innerhalb der Liga. Hier kam man mit neun Punkten aber ebenfalls nicht über den letzten Platz hinaus. Nach dieser Saison wurde das Franchise schließlich aufgelöst.

## Bekannte Spielerinnen
- Tisha Venturini
- Kristine Lilly